# Frère Sommeil (roman)
Frère Sommeil (titre original : Schlafes Bruder) est un roman autrichien de Robert Schneider publié en 1992 en Allemagne et paru en français le 1er avril 1994 aux éditions Calmann-Lévy. Ce roman a reçu la même année le prix Médicis étranger.

## Éditions
- Frère Sommeil, éditions Calmann-Lévy, 1994  (ISBN 978-2702122990).